# آبشار اوتامیش
آبشار اوتامیش (به ترکی استانبولی: Ohtamış Waterfall) یک آبشار در ترکیه است که در Ohtamış واقع شده‌است.